# San Lorenzo al Mare
San Lorenzo al Mare est une commune italienne de la province d'Imperia.

## Administration
| Période                                  | Période | Identité | Étiquette | Qualité |
| ---------------------------------------- | ------- | -------- | --------- | ------- |
|                                          |         |          |           |         |
| Les données manquantes sont à compléter. |         |          |           |         |

### Hameaux
Lingueglietta

### Communes limitrophes
Cipressa, Civezza, Costarainera, Imperia (Italie)